# آلن میشل (مربی فوتبال)
آلن میشل (انگلیسی: Alain Michel؛ زادهٔ ۳۰ اوت ۱۹۴۸) مربی فوتبال اهل فرانسه است.